# Clube Atlético Mineiro (femminile)
Il Clube Atlético Mineiro, noto semplicemente come Atlético Mineiro o Vingadoras, è una squadra di calcio femminile brasiliana, sezione dell'omonimo club con sede a Belo Horizonte, Minas Gerais.
Nel suo palmarès può vantare la conquista di otto campionati interstatali.

## Storia
Inizialmente creata nel 1983 come squadra femminile amatoriale del Clube Atlético Mineiro per giocare in una stagione sperimentale inaugurale del Campeonato Mineiro de Futebol Feminino, la sezione femminile del club è stata ufficialmente creata nel 2005, anno in cui è iniziato ufficialmente il Mineiro Feminino.
Per mancanza di fondi, nel 2012 la società decise di sciogliere la squadra femminile per ricreare la sezione sei anni più tardi; il 19 dicembre 2018 il club annunciò la sua ricostituzione dopo che la CONMEBOL ha imposto a tutti i club che partecipavano a campionati maschili di disputare un campionato di categoria con una squadra senior.
Dopo il ripristino della squadra titolare e il primo campionato di transizione, dal 2020 al 2022 l'Atlético Mineiro vince tra campionati Mineiri consecutivi, l'ultimo dei quali alla guida tecnica di Lindsay Camila prima che l'allenatrice decidesse di lasciare il club a fine marzo 2023. Nel 2021 inoltre giunge in finale della Série A2, il campionato brasiliano cadetto, battuto dal Red Bull Bragantino solo ai calci di rigore.

## Palmarès

### Competizioni statali
- Campionato Mineiro femminile: 8

2006, 2009, 2010, 2011, 2012, 2020, 2021, 2022

## Organico

### Rosa 2023
Rosa, ruoli e numeri di maglia come da sito ufficiale, aggiornati all'8 febbraio 2023.
| N. |                      | Ruolo | Calciatrice       |
| -- | -------------------- | ----- | ----------------- |
| 1  | Brasile (bandiera)   | P     | Raíssa            |
| 2  | Brasile (bandiera)   | D     | Leidiane          |
| 3  | Brasile (bandiera)   | D     | Cotrim            |
| 4  | Brasile (bandiera)   | D     | Karol Arcanjo     |
| 5  | Uruguay (bandiera)   | C     | Karol Bermúdez    |
| 6  | Brasile (bandiera)   | D     | Katielle          |
| 7  | Brasile (bandiera)   | A     | Rafaela           |
| 8  | Venezuela (bandiera) | C     | Dayana Rodríguez  |
| 10 | Uruguay (bandiera)   | C     | Luciana Gómez     |
| 11 | Brasile (bandiera)   | A     | Soraya            |
| 12 | Brasile (bandiera)   | P     | Nicole (capitano) |
| 13 | Brasile (bandiera)   | D     | Ilana             |
| 14 | Brasile (bandiera)   | D     | Bárbara Melo      |
| 15 | Brasile (bandiera)   | A     | Iara              |

| N. |                     | Ruolo | Calciatrice      |
| -- | ------------------- | ----- | ---------------- |
| 16 | Colombia (bandiera) | D     | Jorelyn Carabalí |
| 17 | Brasile (bandiera)  | A     | Luana Spindler   |
| 18 | Colombia (bandiera) | A     | Ingrid Guerra    |
| 19 | Brasile (bandiera)  | D     | Layza            |
| 21 | Brasile (bandiera)  | A     | Emily            |
| 23 | Brasile (bandiera)  | C     | Luana Rodrigues  |
| 26 | Colombia (bandiera) | A     | Manuela Paví     |
| 27 | Brasile (bandiera)  | A     | Milena           |
| 99 | Brasile (bandiera)  | A     | Neném            |
| 77 | Brasile (bandiera)  | A     | Jayanne          |
|    | Brasile (bandiera)  | P     | Taluane          |
|    | Brasile (bandiera)  | C     | Camilla          |
|    | Brasile (bandiera)  | C     | Gabi Arcanjo     |
|    | Brasile (bandiera)  | A     | Ludmila Barbosa  |